# Alenka Pirjevec
Alenka Pirjevec, slovenska lutkarica, gledališka režiserka in igralka, * 5. julij 1945

## Biografija
Rodila se je 5. julija 1945 v Ljubljani Dušanu Pirjevcu in Marjeti Vasič. Osnovno šolo in klasično gimnazijo je obiskovala v Ljubljani, kjer je leta 1964 maturirala. Začela je delati kot igralka v Narodnem gledališču v Beogradu in delala tudi kot prevajalka do leta 1973, ko se je vrnila v Ljubljano.
Leta 1975, se je zaposlila v Lutkovnem gledališču Ljubljana kot igralka in animatorka, kjer je zaposlena še od leta 2024. Leta 1984, Alenka prejela gledališko štipendijo in se udeležila šesttedenskega tečaja »Théâtre d'objets« pod vodstvom Josefa Krofte na Institut International de la Marionnette v Charleville-Mézièresu v Franciji.